# Johann Andreas Kunad

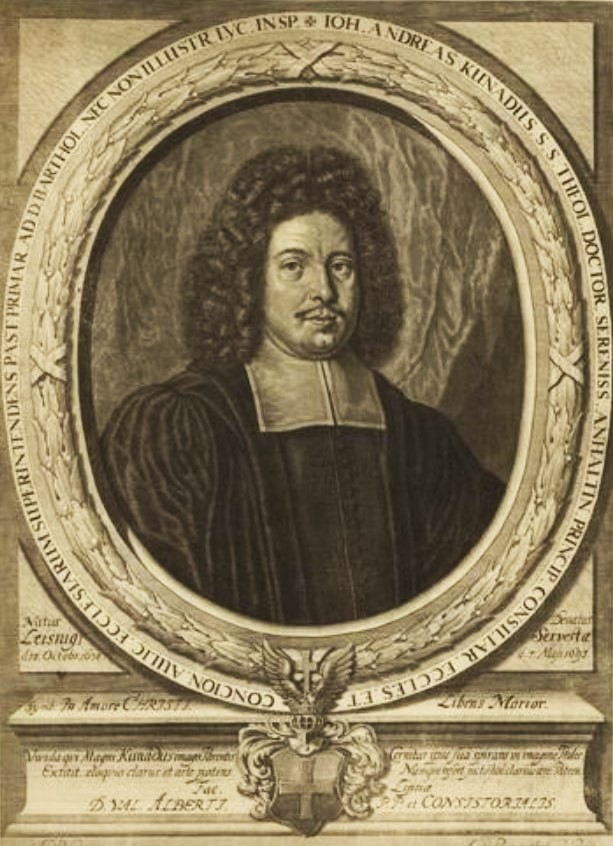
Johann Andreas Kunad auf einem Stich von Christian Romstet

Johann Andreas Kunad (* 15. Oktober 1638 in Leisnig, Kursachsen; † 7. Mai 1693 in Zerbst, Anhalt-Zerbst) war ein deutscher evangelischer Theologe. Er war Superintendent in Bischofswerda und Eilenburg sowie Superintendent, Hofprediger und Konsistorialrat in Zerbst.

## Leben
Kunad wurde 1638 als Sohn des Superintendent Andreas Kunad in Leisnig geboren. Noch während des Besuchs der Fürstenschule Schulpforta von 1651 bis 1657 war er 1656 an der Universität Leipzig eingeschrieben. 1657 nahm er ein Studium der evangelischen Theologie an der Universität Wittenberg auf, wo er 1660 den Magistergrad erlangte. Später wurde er Lizenziat und 1677 schließlich zum Dr. theol. promoviert.
Kunads erste Stelle war das Pfarramt zu Mittweida, das er zunächst von 1660 bis 1662 als Substitut des Amtsinhabers Benjamin Starcke und von 1662 bis 1675 als dessen ordentlicher Nachfolger bekleidete. 1675 wechselte er als Superintendent nach Bischofswerda. 1682 erfolgte seine Berufung zum Oberpfarrer an Sankt Nikolai und Superintendent der Ephorie Eilenburg. Unter seiner Leitung wurde die Stadtpfarrkirche renoviert und erhielt eine neue Ausstattung. Außerdem wurde die ehemalige Hospitalkirche auf dem Stadtfriedhof erweitert und zur Gottesackerkirche umgenutzt. 1691 folgte Kunad einem Ruf in das anhaltinische Zerbst, wo er als Superintendent, Konsistorialrat und Hofprediger an Sankt Bartholomäus wirkte.

## Familie
Kunad war zwei Mal verheiratet. Seine erste Frau Maria Starcke, Tochter seines Amtsvorgängers in Mittweida, heiratete er am 20. Januar 1663. Sie starb 1680 an der Pest. Dieser Ehe entstammten zwei Söhne und vier Töchter, darunter: 
- Polycarp Kunad (* 20. November 1668 in Mittweida), 2. Diakon an der Stadtkirche Wittenberg und später Diakon an der Kreuzkirche Dresden sowie
- Andreas Kunad (* 18. März 1677 in Mittweida), Generalsuperintendent an Sankt Andreas und Konsistorialpräsident in Eisleben.

Nachdem seine erste Frau verstorben war, ehelichte Kunad am 31. Oktober 1681 Johanna Dorothea Schacher, die Tochter des Archidiakons an Sankt Michaelis in Zeitz, Hartmann Schacher. Der zweiten Ehe entstammten ein Sohn und eine Tochter.

## Werke (Auswahl)

### Monographien
- Hypomnemata, Methodo Concionandi subservientia : annexis Dispositionibus in Textus Evangeliorum & Epistolarum anniversarios, Cum Indicibus necessariis / edita per L. Jo. Andr. Kunadum, Superintendentem Bischoffwerdensem, Christian Bergen, Dresden 1677
- Granadilla. Das ist: Gottselige Betrachtung Des Leidens und Sterbens unsers Herrn Jesu Christi, Samuel Hoffreiter, Eilenburg 1684
- Der Lebens-Lauff Unsers Herrn Jesu Christi/ In den Tagen seines Fleisches, Johann Lüderwalt, Magdeburg/Zerbst 1693
- D. Andr, Kunadi, Theologi & Prof. olim Publ. Wittebergensis, Parallelismus, in Pericopas Evangeliorum Dominicalium, Johann Christoph Fölginer, Wittenberg 1696 (Digitalisat)

### Weitere Druckschriften
- De Vita & Morte Disputatio Physica, Disputation mit Georg Kaspar Kirchmaier, Johann Röhner, Wittenberg 1658 (Digitalisat)
- Positiones Physicae, mit Constantin Ziegra, Johann Röhner, Wittenberg [ca. 1660] (Digitalisat)
- Disputatio Theologica De Inimicitiis Inter Serpentem Et Mulierem, Disputation mit Abraham Calov, Johann Röhner, Wittenberg 1662 (Digitalisat)
- Feuer-Predigt/ über das Evangelium am Sontage Oculi Luc. XI, 14. Seyffert, Dresden 1672, (Digitalisat)
- Gott unsers Hertzens Trost, Leichenpredigt, Johann Gabriel Gütner, Chemnitz 1675 (Digitalisat)
- Disputatio Solemnis, De Officio Christi Cum Sacerdotali, Tum Regali, mit Abraham Calov, Johann Wilcke, Wittenberg 1676
- Ein GottesHaus/ Bey Einweihung der Neu-erbaueten Kirche Zur Heiligen Dreyfaltigkeit In Neu-Saltza Den 14/4 Febr. … 1679. Matthäus Henckel, Wittenberg 1679 (Digitalisat)
- Der schöne Gang einer Fürsten-Tochter Jesu Christi, Leichenpredigt auf Elisabeth Polyxena von Dieskau, Christian Götze, Leipzig 1685
- Die rechte Gott wohlgefällige Kirchweihe/ … / bey Einweihung der neuerbauten schönen Kirche zu Wölckau am 25. Ianuarii Ao. 1688. Johann Christian Wohlfart und Justus Reinhold, Leipzig 1688 (Digitalisat)
- D. Joh. Andr. Kunads Ab- und Anzugs-Predigt : Deren Jene zu Eilenburg/ am IV. Advent-Sontage Diese zu Zerbst am I. Weyhnacht-Feyertage 1691. gehalten worden, Johann Lüderwald, Magdeburg/Zerbst 1692
- Die heilsamen Gerichte Gottes : über Dem seel. Abschied Des Wohlgebornen und Hoch-Manvesten Hn. Johann Christoph Brands von Lindau/ Sr. Churfürstl. Durchl. zu Sachsen bey dero Regiment des Grand-Mousqueteurs wohlbestalt gewesenen Obrist-Wachtmeister, Leichenpredigt auf Johann Christoph Brandt von Lindau, Joachim Palm, Zerbst 1692 (Digitalisat)